# SMS Erzherzog Ferdinand Max (1866)
«Ерцгерцог Фердинанд Макс» (нім. SMS Erzherzog Ferdinand Max) — броненосець однойменного типу ВМС Австро-Угорщини другої половини 19 століття.

## Історія створення
Броненосець «Ерцгерцог Фердинанд Макс» був закладений 6 травня 1863 року на верфі «Stabilimento Tecnico Triestino» у Трієсті. Спущений на воду 24 травня 1865 року, вступив у стрій у липні 1866 року.
Свою назву отримав на честь ерцгерцога Фердинанда Максиміліана.

## Історія служби
На момент початку австро-італійської війни 1866 року «Ерцгерцог Фердинанд Макс» і однотипний «Габсбург» ще не були завершені. Корпуси суден був готові, але озброєння не було встановлене повністю. Але з початком війни командувач австрійським флотом Вільгельм фон Тегетгофф терміново мобілізував і повністю укомплектував всі наявні кораблі.
«Ерцгерцог Фердинанд Макс», як найшвидкісніший австрійський корабель, був флагманським кораблем Тегетгоффа.

### Битва біля Лісси
27 червня він привів свій флот до Анкони, але командувач італійським флотом Карло Пелліон ді Персано відмовився вступати у бій.
16 липня Персано вирушив з Анкони до острова Лісса з метою захопити його. Італійські кораблі 3 дні обстрілювали острів, завдавши серйозних пошкоджень береговим батареям, але не змогли повністю подавити їх опір, а всі спроби десанту були відбиті.
20 липня Тегетгофф привів свій флот до Лісси. Він розташував свої броненосці клином, дерев'яні кораблі 2-ї й 3-ї дивізій йшли позаду. «Ерцгерцог Фердинанд Макс» розташовувався на вістрі клину броненосців.
Коли розпочинався бій, Персано переніс свій прапор з «Ре д'Італія» на «Аффондаторе». Імовірно, що командири кораблів не були повідомлені про це. Операція зайняла 10 хвилин, в результаті між двома дивізіями кораблів утворився розрив, в який і спрямував свій удар Тегетгофф.
Під час першої атаки австрійцям не вдалось протаранити жоден італійський корабель, і Тегетгофф розвернув свої кораблі для повторної атаки. У цей час від ворожого вогню на «Ре д'Італія», який австрійці досі вважали флагманом, вийшло з ладу рульове управління. Тегетгофф скерував свій корабель у Ре д'Італія», що втратив здатність маневрувати. Перші два удари відбулись під досить гострим кутом і не завдали противнику серйозної шкоди, але під час третього удару «Ерцгерцог Фердинанд Макс» врізався своїм тараном у «Ре д'Італія» на глибину 2 метри, пробивши броню та дерев'яну обшивку. «Ерцгерцог Фердинанд Макс» здав назад, і у борту «Ре д'Італія» утворилась пробоїна площею 13 м². Італійці продовжували вести вогонь, від якого був, зокрема, важко поранений ад'ютант Тегетгоффа, але їхній корабель швидко затонув. Загинуло 400 чоловік, в тому числі командир корабля Еміліо Фаа ді Бруно.
Тегетгофф спробував організувати рятувальну операцію з порятунку вцілілих італійських моряків, але у цей час до його корабля наближався «Сан Мартіно», тому шанс на порятунок був втрачений. Італійський броненосець зробив залп усім бортом, але у поспіху італійські каноніри забули зарядити свої гармати снарядами й вистрілили вхолосту.
Після того, як вибухнув палаючий «Палестро», бій фактично припинився. Австрійський флот підійшов до Лісси, італійський флот почав відхід. Оскільки австрійські кораблі були тихоходнішими за італійські, Тегетгофф не зміг переслідувати італійський флот.
Загалом під час бою «Ерцгерцог Фердинанд Макс» 3 рази задіяв таран і здійснив 156 пострілів. Пошкодженні від таранного удару по «Ре д'Італія» були незначні, і у 1867 році усунуті на британській верфі на Мальті.

### Подальша служба
У 1869 році «Ерцгерцог Фердинанд Макс», «Габсбург» та декілька пароплавів супроводжували імператорську яхту, на якій Франц Йосиф I здійснив подорож Середземним морем до Порт-Саїду.
У 1874 році корабель був переозброєний 14 x 178-мм дульнозарядними гарматами Армстронга та чотирма легкими гарматами. У 1882 році додатково були встановлені чотири 90-мм казеннозарядні гармати, дві 47-мм скорострільні гармати й три 25-мм гармати.
6 травня 1886 року «Ерцгерцог Фердинанд Макс» був виключений зі складу флоту, протягом 1889-1908 років використовувався як блокшив у Полі. Розібраний у 1916 році.